# Argentamin
Argentamin är en 8-procentig lösning av silverfosfat i etylendiamin och bildar en färglös vätska. Preparatet har användning som antiseptiskt sammandragande ämne och som desinfektionsmedel. Det kan också användas vid behandling av gonorré.